# 루시 드비토

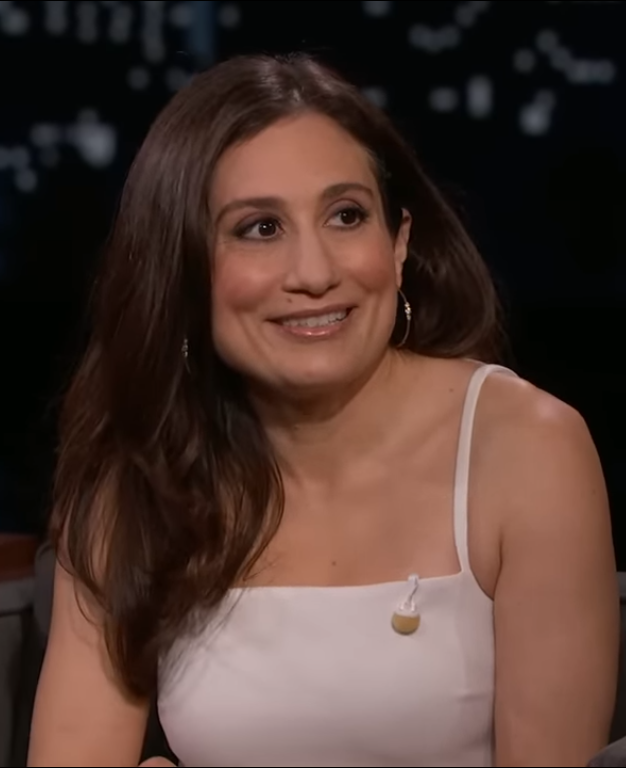

루시 드비토(Lucy DeVito, 1983년 3월 11일 ~ )는 미국의 배우, 텔레비전 배우, 영화배우, 연극 배우이다.
뉴욕에서 태어났다.

## 방송
- 데드비트 시즌2
- 데드비트 시즌1

## 영화
- 데드비트 시즌2 (2015년)
- 데드비트 시즌1 (2014년)
- 리프 오브 그래스 (2009년)
- 저스트 애드 워터 (2008년)
- 노벨 손 (2007년)
- 굿 나잇 (2006년)